# 鈴木清 (教育学者)
鈴木 清（すずき きよし、1906年10月15日 - 1982年9月2日）は、日本の教育学者。東京教育大学名誉教授、元東京女子体育大学学長。元日本心理学会会長。静岡県出身。

## 略歴・人物
1936年、東京文理科大学心理学科卒業。1961年、「自我意識の発達に関する研究」で東京教育大学より文学博士の学位を取得。横浜国立大学教授を経て、東京教育大学教授。1970年、定年退官、名誉教授。東京女子体育大学教授・学長（在任期間: 1970年 - 1980年）。1974年、東京都立高等学校入学者選抜研究協議会会長に就任し、学校群制度廃止・新学区制導入などを推進したことでも知られる。1977年、勲三等旭日中綬章受章。

## 著作
- 『児童と社会生活』叢文閣、1937
- 『新教育の心理と教育評価』玉川大学出版部　1949
- 『教育心理学』日本文化科学社　1959
- 『わが子の才能を伸ばした父の愛育記録』黎明書房　1960
- 『しつけの心理学 わが子の扱い方・伸ばし方』国土社　1963　子どものもんだい
- 『できる子にする心理学 じょうずな勉強のさせ方』実業之日本社　1965　育児教育シリーズ
- 『教育心理夜話』明治図書出版　1970
- 『人間・その愛と性』希文社　1972

## 共編著
- 『小学生の指導12ケ月』波多野勤子共著　志摩書房　1951
- 『心理と生理』林髞共著　生理學講座刊行會　1951　生理學講座
- 『最新教育評価法』辰見敏夫共著　日本文化科学社　1953
- 『小・中学校の学級経営』編　新光閣　1953
- 『純潔指導』間宮武共著　日本文化科学社　1954
- 『教育心理実験講座』全7　中野佐三,阪本一郎共編　岩崎書店　1955-56
- 『明治図書講座問題をもつ子の指導法』第1-3巻 品川不二郎,宮城音弥共編　明治図書出版　1957
- 『新指導要録記入の実際 評価基準・用語例・記入実例つき 小学校編／中学校編』手塚六郎共編　日本文化科学社　1961
- 『心理療法の技術』編　日本文化科学社　1961
- 『道徳指導の方法 小学校編／中学校編』深川恒喜,青木孝頼共編　日本文化科学社　1961
- 『学校における道徳教育 道徳の時間の立場と方法』筒井栄太郎共著　光風出版　1962　新制道徳教育双書
- 『教育相談の実際』品川不二郎共編　日本文化科学社　1962
- 『小学生のすべて』斎藤敏夫共著　普通社　1962　母と子の勉強室三部作
- 『道徳教育』海後勝雄共著　誠文堂新光社　1962　新・教職教養シリーズ
- 『学校における問題児 見つけ方・治し方』編　日本文化科学社　1963
- 『道徳指導における視聴覚教材の利用』編著　明治図書出版　1964　道徳指導シリーズ
- 『小学校道徳の指導体系』全6巻 勝部真長共編　文教書院　1965
- 『講座生徒指導』全5 沢田慶輔,宇留田敬一共編　明治図書出版　1966
- 『児童・生徒の理解と指導の実際』渡辺祐之,小沢恒三郎共編　文教書院　1966
- 『青年心理学』豊口隆太郎共著　福村出版　1967
- 『生徒指導実践事典』宇留田敬一共編　文教書院　1969
- 『普通学級における心身障害児の指導』河合久治共著　明治図書出版　1970
- 『情操教育の実践』木川達爾共編集　第一法規出版　1972
- 『道徳教育の実践 基本問題と事例』木川達爾共編集　第一法規出版　1972
- 『講座心身障害児の教育』加藤安雄共編　明治図書出版　1973
- 『児童活動事典』青木孝頼,相馬孝之共編　国土社　1974
- 『母親のために 新・家庭教育読本』品川不二郎,上寺久雄共著　希文社　1975

## 翻訳
- アラン『人間論』白水社　1941
- C.ギルバート・レン『学生指導 厚生補導の理論と技術』田崎仁,尾本和栄共訳　日本文化科学社　1956
- L.ゴールドマン『カウンセリングにおけるテストの利用』品川不二郎共訳　日本文化科学社　1969

## 論文
- 「自我を中心とする児童の道徳に関する一研究 (1)(2)(3)」 『教育心理学研究』 第11巻 9号 - 11号 1936
- 「終戦後の教育に関する実態研究」 『児童心理』 第2巻 1号 1948
- 「優秀児とその指導」 『児童心理』 第2巻 3号 1948
- 「娯楽のスコープとシーケンス」 『児童心理』 第3巻 7号 1949
- 「特殊児童と特殊教育」 『臨床心理と教育相談』 第1巻 2号 1950
- 「道徳的知識と行動」 『児童心理』 第5巻 12号 1951
- 「道徳性の発達」 『測定と評価』 第1巻 5号 1951
- 「田中式知能検査の練習効果について」 『田中寛一博士古希記念論文集 教育心理学の諸問題』 日本文化科学社 1952
- 「自我の発達と権威意識」 『児童心理』 第6巻 3号 1952
- 「しつけの心理と家庭教育」 『教育心理学講座 4. 道徳教育の心理』 金子書房 1953
- 「道徳性とその形式」 『教育心理』 第1巻 9号 1953
- 「不適応児」 『心理学講座 7. 臨床心理学』 中山書店 1954
- 「児童心理学 IV. 道徳観念と世界観」 『教育研究事典』 金子書房 1954
- 「青年の道徳的判断の発達」 『青年心理』 第6巻 2号 1955
- 「学校における教育相談」 『教育心理』 第3巻 1号 1955
- 「心理診断の立場と方法」 『現代教育心理学大系 11. 適応理論』 中山書店 1957
- 「道徳の心理学的意味」 『道徳教育心理学講座 1. 道徳形成の心理』 明治図書出版 1958
- 「道徳性の発達と指導」 『教育心理』 第6巻 9号 1958
- 「発達における機能相互の関連」 『現代教育心理学大系 4. 人間における諸機能の発達』 中山書店 1958
- 「自我意識の発達に関する心理学的研究」 『東京教育大学体育学部紀要』 1959
- 「性格教育の方法」 『性格心理学講座 5. 性格の教育』 金子書房 1960
- 「問題児に関する心理学的研究 I II 」 『教育心理』 第8巻 2号 - 4号 1960
- 「身体的劣等感に関する研究」 『東京教育大学体育学部紀要』 1962
- 「教育相談の現状と問題点」 『教育心理』 第10巻 1号 1962
- 「臨床心理学の動向」 『応用心理学研究』 第1巻 1964
- 「スクールサイコロジーの構想」 『教育心理』 第12巻 9号 1964
- 「運動の精神治療的効果」 『体育の科学』 第16巻 5号 1966